# Siphocampylus oblongifolius
Siphocampylus oblongifolius är en klockväxtart som beskrevs av Henry Hurd Rusby. Siphocampylus oblongifolius ingår i släktet Siphocampylus och familjen klockväxter.
Artens utbredningsområde är Bolivia. Inga underarter finns listade i Catalogue of Life.